# Irmingard II. von Ummendorf
Irmingard II. von Ummendorf war von 1298 bis 1307 die Äbtissin des freien weltlichen Stiftes von Gernrode und Frose. Sie ist die Nachfolgerin der Äbtissin Mechthild I. von Braunschweig-Lüneburg.

## Leben

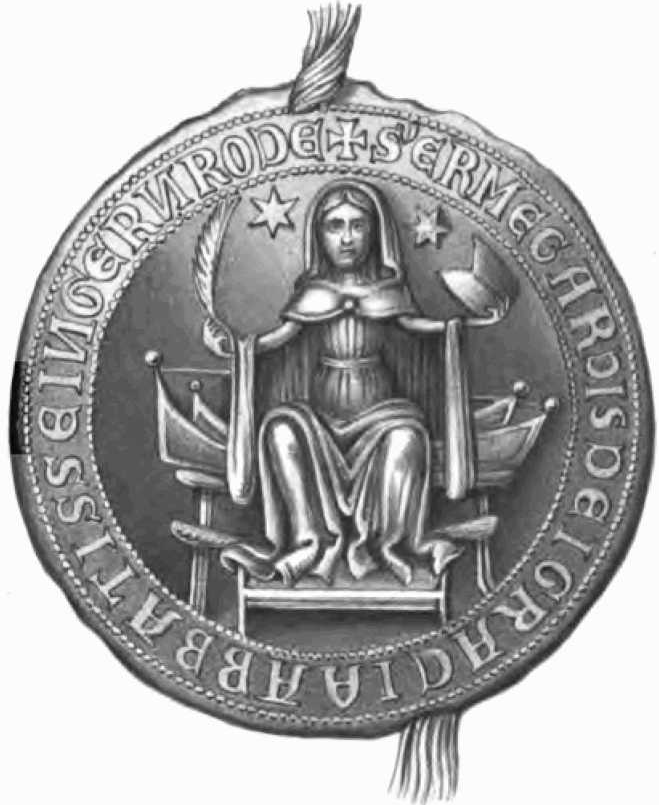
Siegel der Äbtissin Irmingard II. von Ummendorf

Irmingard II. war edelfreier Abstammung, der Stammsitz ihres Geschlechtes war der Ort Ummendorf im Nordthüringgau.
Irmingard II. bekam die Bestätigung als Äbtissin durch Papst Bonifatius VIII. am 13. März 1298. 
Die Äbtissin sah sich während ihrer Regierung gezwungen, Schulden zu machen, um die Kosten für die Beleihung mit Regalien und den päpstlichen Rekognitionszins in Höhe von 1 Mark Silber zu decken, welchen das Stift seit seiner Tradierung an den päpstlichen Stuhl durch Gero hatte zahlen müssen. Um die Schulden abtragen zu können, wandte sie sich an den Convent, um einen Teil der Allodialgüter des Stiftes zu Lehen ausgeben zu können. Dies wurde ihr in Bezug auf 8 Hufe in Badeborn gestattet (CDA II,587 nr 843). Sie bemühte sich während ihrer Amtszeit, die Besitzungen der Abtei wieder zu vermehren, dies bezeugen die vorliegenden Urkunden.
Am 11. August 1299 wurden sie und das Kapitel des Stiftes durch den Abt Johannes des Klosters von Ballenstedt exkommuniziert, da dieses sich weigerte, Jutta von Oesede als Pröpstin des Stiftes anzuerkennen. Wie das Ganze beigelegt wurde, ist nicht belegt, allerdings wurde Jutta von Oesede im Jahre 1324 zur Äbtissin gewählt.
Die letzte von ihr bekannte Urkunde stammt vom 14. September 1307. Das Jahr kann möglicherweise auch als Jahr ihres Todes angenommen werden. Ihre Nachfolgerin war Hedwig IV.